# جيمس رايت (محامي)
جيمس رايت (بالإنجليزية: James Wright)‏ هو محامي أمريكي، ولد في 8 مايو 1716 في لندن في المملكة المتحدة، وتوفي بنفس المكان في 20 نوفمبر 1785.